# آنورین برنارد
آنورین برنارد (انگلیسی: Aneurin Barnard؛ زادهٔ ۸ مهٔ ۱۹۸۷) یک هنرپیشه اهل ولز است.
از آثاری که وی در آنها نقش داشته‌است می‌توان به ۱۸۹۹، پیکی بلایندرز، دانکرک،  سهرهٔ طلایی، کشتن عیسی و ملکهٔ سفید اشاره کرد.